# Dorfkirche Falkenhagen (Mark)

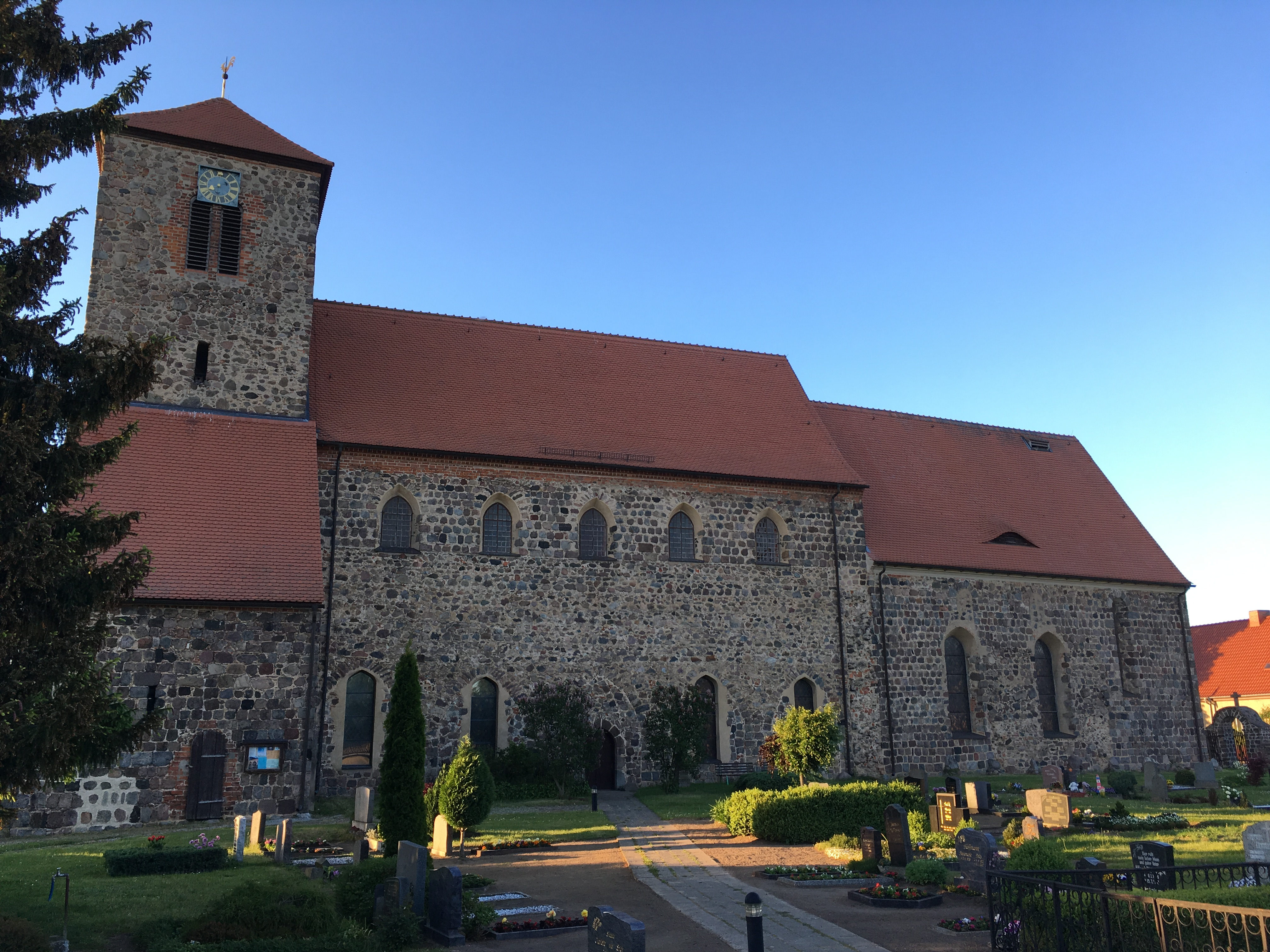
Dorfkirche Falkenhagen

Die evangelische Dorfkirche Falkenhagen ist eine Feldsteinkirche aus der ersten Hälfte des 14. Jahrhunderts in Falkenhagen, einer Gemeinde im Landkreis Märkisch-Oderland im Land Brandenburg. Sie gehört zum Pfarrsprengel Falkenhagen im Kirchenkreis Oderland-Spree der Evangelischen Kirche Berlin-Brandenburg-schlesische Oberlausitz und ist eine verlässlich geöffnete Kirche.

## Lage
Das Bauwerk steht wenige Meter südöstlich des Gemeindezentrums an der Schulstraße, die in West-Ost-Richtung eine Verbindung zur August-Bebel-Straße herstellt. Dies ist auch die Verbindungsstraße in Nord-Süd-Richtung, die durch den Ort verläuft. Nördlich verläuft die Karl-Liebknecht-Straße am Bauwerk vorbei. Der Zugang erfolgt von Süden über die Schulstraße auf das Gelände, das mit einer Mauer aus Feldsteinen eingefriedet ist.

## Geschichte
Über das Entstehen des Sakralbaus gibt es unterschiedliche Ansichten. Das Dehio-Handbuch legt den Bau in die erste Hälfte des 14. Jahrhunderts. Die Gemeinde gibt auf einer Informationstafel am Dorfanger an, dass der Bau um 1350 auf dem Fundament einer Kirche aus dem 12. Jahrhundert errichtet wurde. Dafür würde sprechen, dass die erste urkundliche Erwähnung von Falkenhagen aus dem Jahr 1313 stammt und die Siedlung zu dieser Zeit mit 100 Hufen vergleichsweise groß war. Ursprünglich war das Bauwerk eine mächtige Basilika mit einem dreischiffigen Langhaus und einem eingezogenen, aus der Achse abweichendem Chor. Die breite Front des Kirchturms betonte die Größe des Gebäudes und lässt sich aus der Gründung von Falkenhagen als Oppidum herleiten. Im 15. oder 16. Jahrhundert erfolgte eine Erneuerung des Bauwerks, bei der die oberen Turmgeschosse eingezogen wurden. 1801 rissen Handwerker die kreuzgewölbten Seitenschiffe ab, verschlossen die Öffnungen der Arkaden und bauten kleinere Fenster ein.

## Baubeschreibung

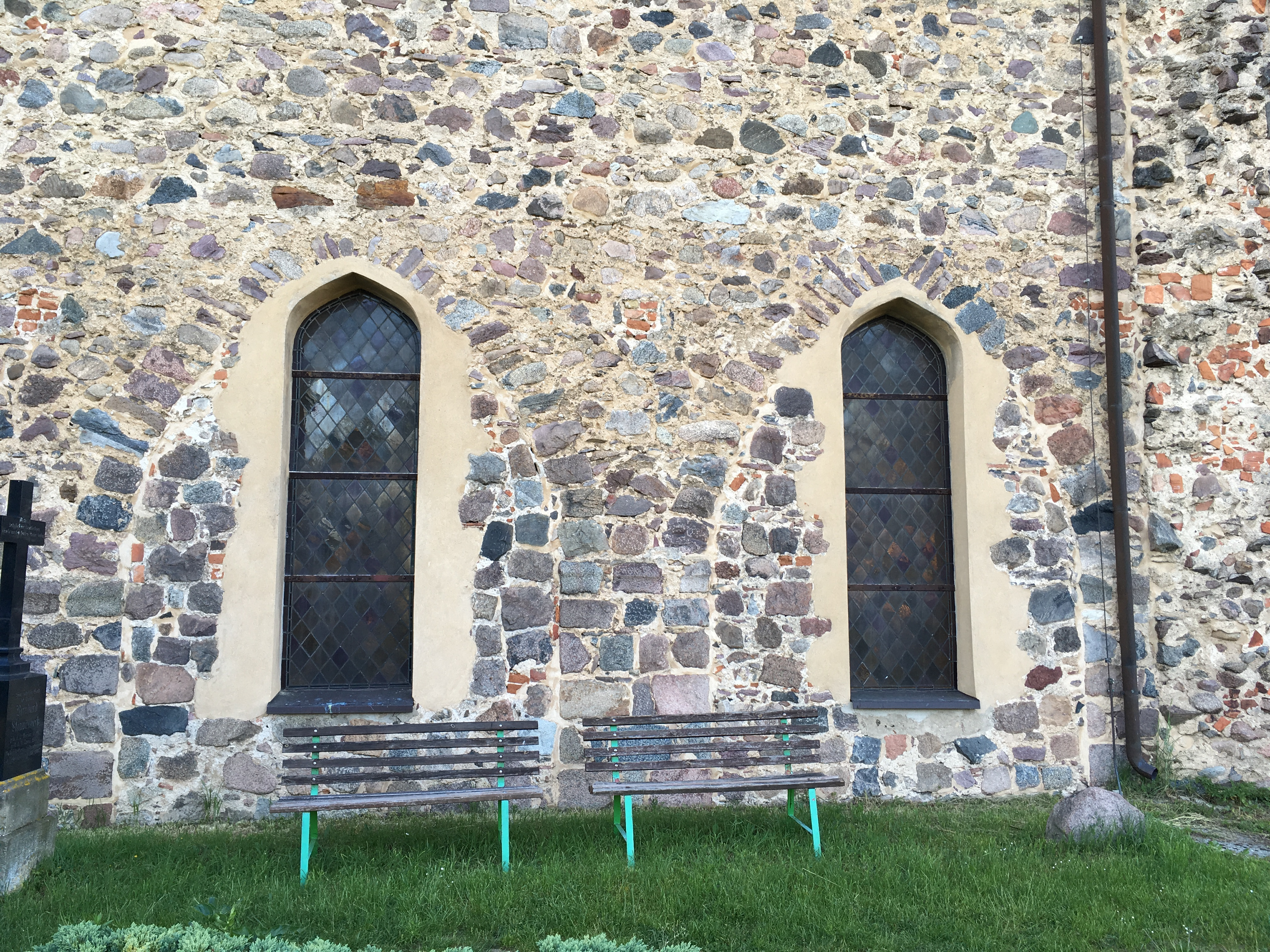
Zugesetzte Arkadenbögen

Der Chor wurde aus behauenen und sorgfältig geschichteten Feldsteinen errichtet. Er ist rechteckig, eingezogen und schließt gerade ab. An der Ostwand sind zwei Lanzettfenster, die mit ihrem Gewände aus Feldstein aus der Bauzeit der Kirche stammen dürften. Sie gruppieren sich um ein deutlich größeres, ebenfalls spitzbogenförmiges Fenster, dessen zweifach getrepptes Gewände aus rotem Mauerstein nachträglich im späten 15. Jahrhundert in die Fassade eingebaut wurde. Dessen Spitze ragt in den verputzten Giebel hinein, das mittig mit einem schlichten Kreuz verziert ist. An der Chorsüdwand sind mehrere Ausbesserungsarbeiten erkennbar. In seiner Grundstruktur wurde auch diese Wand aus sorgfältig, lagig geschichteten Feldsteinen errichtet. Die ursprüngliche Struktur ist im östlichen Bereich mit einem weiteren Lanzettfenster noch zu erkennen. In Richtung Westen sind diese Fenster zugesetzt und durch größere, tiefer gesetzte Fenster zum Teil verdeckt. Insbesondere im Bereich zwischen den beiden vergrößerten Fenstern wurde die Wand mit Granitsplittern und kleineren Mauersteinen ausgebessert. Eine ähnliche Anordnung der Fenster findet sich auch auf der Nordseite. Jedoch sind die vergrößerten Fenster deutlich sorgfältiger mit behauenen Steinen eingefasst worden. In Richtung Kirchenschiff ist eine kleine, spitzbogenförmige Pforte, die im 21. Jahrhundert jedoch zugesetzt ist. Links neben dieser Pforte sind die Reste einer Laibung erkennbar, die zu einer weiteren Pforte gehört haben könnte. Der Chor trägt ein schlichtes Satteldach, das an seiner Südseite eine Fledermausgaube besitzt.
Das Kirchenschiff wurde ebenfalls aus lagig geschichteten Feldsteinen errichtet. Im Bereich des Obergaden sind oberhalb der einstigen Seitenschiffe auf jeder Seite fünf spitzbogenförmige Fenster erhalten geblieben. Die Feldsteine sind in diesem Bereich lagig geschichtet und sorgfältig behauen. Darunter sind die erheblichen Ausbesserungsarbeiten erkennbar, die vom Abbruch der Seitenschiffe stammen. Die ebenfalls fünf Arkadenbögen sind noch deutlich erkennbar, darin wurden je Seite zwei Fenster und eine mittig angeordnete Pforte verbaut. Einige Stellen wurden darüber hinaus mit Putz ausgebessert. Das Kirchenschiff trägt ein schlichtes Satteldach.
Der Westturm lässt im unteren Geschoss noch die ursprüngliche Breite der Seitenschiffe erahnen. Er wirkt dadurch vergleichsweise kräftig. Der Zugang erfolgt über ein dreifach getrepptes, spitzbogenförmiges Portal von Westen her. Oberhalb der Höhe der Dachtraufe des Kirchenschiffs geht er in ein rechteckiges Turmobergeschoss über. Vermutlich waren zwei Türme geplant, die nicht realisiert wurden. Im Turm ist an jeder der drei zugänglichen Seite eine schmale Öffnung, darüber je zwei gekuppelte, spitzbogenförmige Klangarkaden aus dem 15. Jahrhundert, die zu einem späteren Zeitpunkt mit einer darüber mittig angebrachten Turmuhr kombiniert wurden. Hier sind Ausbesserungsarbeiten aus rötlichem Mauerstein erkennbar. Gleiches gilt für die Westseite des Turmobergeschosses, in dem zwei der gekuppelten Arkaden mit einer darüber angeordneten, kreisförmigen Öffnung verbaut wurden. Nach Osten hin wurden um das Satteldach je zwei gekuppelte Klangarkaden verbaut. Das Pyramidendach schließt mit einer Turmkugel und Wetterfahne ab.

## Ausstattung

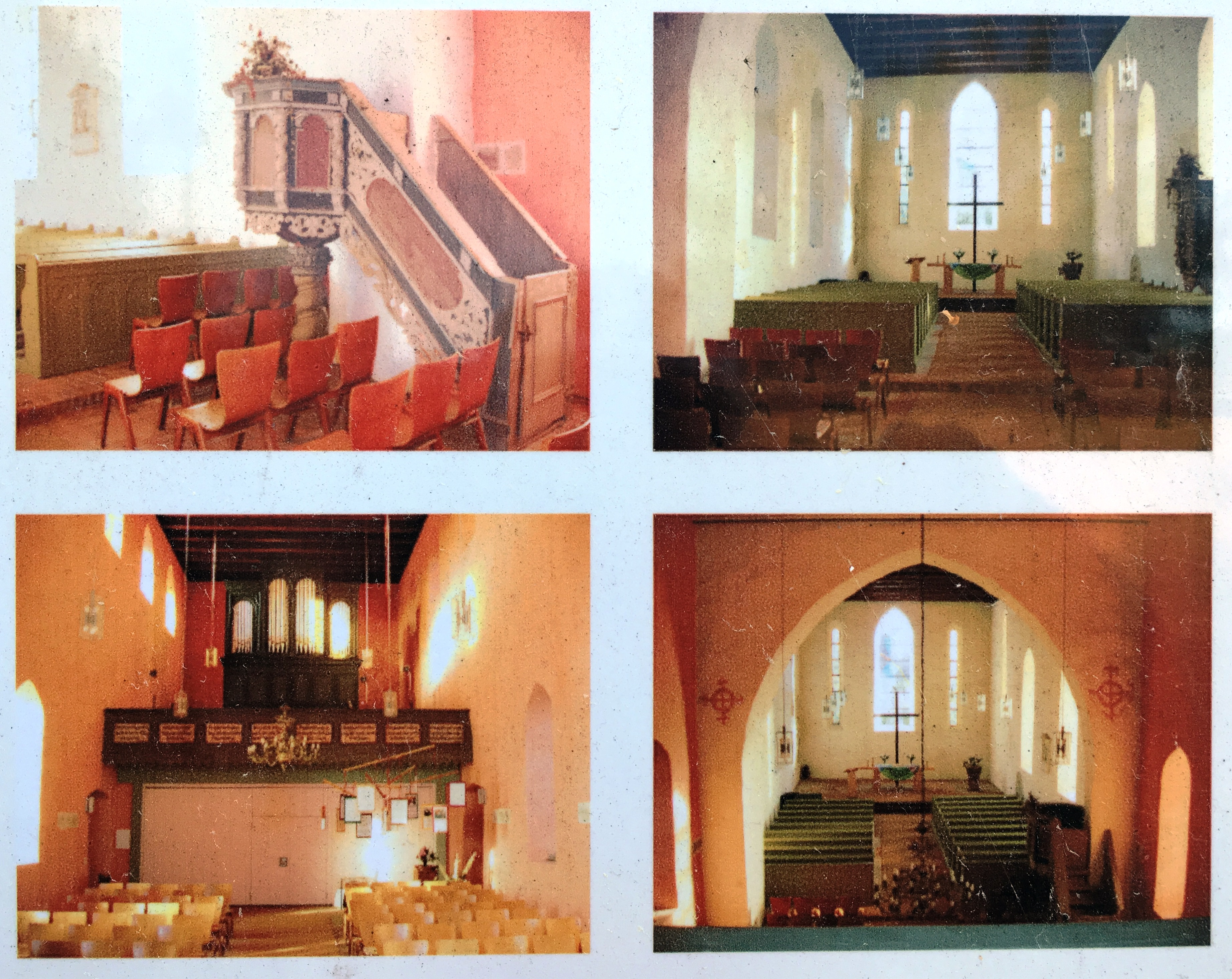
Ansichten aus dem Innenraum

Zur Ausstattung gehören die Reste einer Kanzel aus dem Anfang des 18. Jahrhunderts. Der polygonale Kanzelkorb steht auf einem gedrehten Säulenfuß. Die Fünte wurde aus Holz in der ersten Hälfte des 17. Jahrhunderts geschaffen. Das achtseitige, polygonale Becken steht auf einem breiten Fuß, der mit Voluten verziert ist. Die westliche Empore mit einer Orgel stammt aus dem Jahr 1801. Die Orgel ist ein Werk von Carl August Buchholz aus dem Jahr 1840 mit zwölf Registern auf zwei Manualen und Pedal.
An der Südwand des Chors konnte eine mittelalterliche Wandmalerei freigelegt werden. Daneben steht ein Epitaph, das an den 1574 verstorbenen Alexander von Barfuß erinnert. Es zeigt den Verstorbenen, der vor einem Kruzifix kniet. An der Nordwand des Chors steht ein weiteres Epitaph, das an Ernst Levin von Burgsdorff († 1604) erinnert. Die Darstellung zeigt den Verstorbenen in Harnisch mit Degen und Helm. Das Langhaus sowie der Chor sind im Innern flach gedeckt und durch einen gedrückt-spitzbogigen Triumphbogen voneinander getrennt. 
Östlich des Chors stehen auf dem Friedhof zwei Mahnmale für die Toten des Zweiten Weltkriegs. Südlich des Kirchenschiffs sind insgesamt vier Epitaphe aufgestellt, deren Inschrift im 21. Jahrhundert kaum noch lesbar ist.